# Kałendar Błahowista
Kałendar Błahowista (pol. Kalendarz Błahowista) – rocznik greckokatolicki, ukazujący się od 1992 roku w Górowie Iławeckim. Tematyka pisma obejmuje informacje o historii, nauczaniu i aktualnej sytuacji grekokatolików w Polsce. Czasopismo ukazuje się w języku ukraińskim. Inicjatorem powstania pisma był proboszcz parafii greckokatolickiej w Górowie Iławeckim ks. Julian Gbur. Obecnie redaktorem naczelnym jest Bohdan Tchórz, będący również redaktorem naczelnym miesięcznika Błahowist.